# Cafer Abaylı
Cafer Abaylı (* 5. Mai 1979) ist ein ehemaliger türkischer Eishockeyspieler und heutiger -trainer, der zuletzt bis 2013 beim İzmir Büyükşehir Belediyesi SK in der Türkischen Superliga unter Vertrag stand. Er ist derzeit Assistenztrainer beim İzmir Büyükşehir Belediyesi SK.

## Karriere
Cafer Abaylı begann seine Karriere als Eishockeyspieler beim İzmir Büyükşehir Belediyesi SK, für den er 2002 in der Türkischen Superliga debütierte. Nachdem er 2013 mit seiner Mannschaft türkischer Vizemeister geworden war, beendete er seine aktive Karriere. Seit 2014 ist er Assistenztrainer des Klubs.

### International
Für die Türkei nahm Abaylı, der sowohl als Angriffsspieler als auch als Verteidiger eingesetzt wurde, im Juniorenbereich an der U20-D-Weltmeisterschaft teil, als die Mannschaft bei vier zweistelligen Niederlagen insgesamt 93 Gegentore kassierte. Lediglich beim 1:28 gegen Mexiko gelang überhaupt ein Torerfolg. Mit der Herren-Nationalmannschaft spielte er lediglich bei der Weltmeisterschaft der Division III 2012, als ihm mit den Türken der Aufstieg in die Division II gelang.
Nach dem Ende seiner aktiven Karriere war er Assistenztrainer der türkischen Juniorenauswahl bei der U20-Weltmeisterschaft 2014 in der Division III.

## Erfolge und Auszeichnungen
- 2012 Aufstieg in die Division II, Gruppe B, bei der Weltmeisterschaft der Division III